# John Harsanyi
Pour les articles homonymes, voir Harsanyi.
John Charles Harsanyi (Harsányi János Károly en hongrois), né le 29 mai 1920 à Budapest, en Hongrie, et mort le 9 août 2000 à Berkeley, en Californie, aux États-Unis, est un économiste hungaro-australien, naturalisé américain.
Il est surtout connu pour ses contributions à l'étude de la théorie des jeux en mathématiques et ses applications à l'économie, en particulier pour son approfondissement de l'analyse des jeux à information incomplète, encore appelés jeux bayésiens. Il a également apporté d'importantes contributions à l'utilisation de la théorie des jeux et du raisonnement économique en philosophie politique et morale (en particulier l'éthique utilitariste) ainsi qu'à l'étude des « choix des équilibres (en) » (voir la théorie de l'équilibre général). Pour l'ensemble de ses travaux, il reçoit en 1994, en même temps que John Forbes Nash et Reinhard Selten, le Prix de la Banque de Suède.

## Biographie

### Les études en Hongrie
John C. Harsanyi naît à Budapest, en Hongrie, le 29 mai 1920. Il est le fils unique d'un couple de pharmaciens. Pendant ses études secondaires, qu'il suit au Fasori Gimnázium (en), l'un des lycées les plus cotés de Budapest (ce fut également le lycée de John von Neumann et Eugene Wigner), il devient l'un des meilleurs résolveurs du KöMaL (en), le mensuel consacré aux mathématiques et à la physique à destination des lycéens. En 1937, il remporte le premier prix de mathématiques du concours annuel lycéen Eötvös.
Bien qu'il veuille étudier les mathématiques et la philosophie, son père, propriétaire de sa pharmacie, et qui désire qu'il la reprenne, l'envoie en 1939 en France suivre un cursus d'ingénieur chimiste à Lyon. Cependant, en raison du début de la Seconde Guerre mondiale, John C. Harsanyi revient étudier la pharmacologie à l'université de Budapest (maintenant université Loránd Eötvös), dont il sort diplômé en 1944.
Il échappe à la conscription dans l'armée hongroise en raison de son statut d'étudiant en pharmacologie. Même si son père est catholique, la confession juive de ses ascendants aurait signifié, en cas de conscription dans l'armée hongroise, les travaux forcés.
Cependant, en 1944 (après le renversement du régime de la régence Horthy par les nazis, et l'arrivée au pouvoir du Parti des Croix fléchées dans le "gouvernement d'unité nationale"), l'ajournement de son service militaire est annulé, et il est contraint de rejoindre une unité de travaux forcés sur le front de l'Est,. Après sept mois de travaux forcés, les autorités nazies décident d'envoyer son unité dans un camp de concentration en Autriche. John Harsanyi s'échappe alors, et trouve refuge dans la cave d'un monastère jésuite,, jusqu'à la fin de la guerre.

### L'après-guerre
Après la fin de la guerre, en 1946, John Harsanyi retourne à l'université de Budapest en vue d'obtenir un doctorat en philosophie, avec des options en sociologie et en psychologie. Il écrit sa thèse de doctorat en seulement une année, et obtient son doctorat en juin 1947. Étant à l'époque un fervent catholique, il étudie simultanément la théologie, et devient un lai de l'ordre des dominicains. Plus tard, il abandonnera le catholicisme, devenant définitivement athée.
De septembre 1947 à juin 1948, John Harsanyi travaille comme professeur à la Faculté de l'Institut de sociologie de l'université de Budapest, où il rencontre Anne Klauber, sa future épouse, alors étudiante en psychologie.
Exprimant ouvertement ses opinions anti-marxistes, on le force à abandonner la Faculté en 1948. Pour cette raison (l'expression des opinions anti-marxistes de John Harsanyi), Anne Klauber fait également face à une pression croissante de ses camarades de classe communistes lui enjoignant de rompre avec lui, ce qu'elle ne fait pas.
Durant les deux années suivantes, John Harsanyi tente de vendre la pharmacie familiale pour ne pas la laisser aux autorités communistes staliniennes. En avril 1950, il devient cependant évident que les autorités communistes vont confisquer la pharmacie, et John Harsanyi fuit avec Anne Klauber et les parents d'Anne, en traversant illégalement la frontière avec l'Autriche dans une zone marécageuse, puis en rejoignant l'Australie où les parents d'Anne Klauber ont des amis,,.

### L'Australie
John Harsanyi et Anne Klauber ne se marient pas avant d'arriver en Australie pour des raisons administratives : s'ils s'étaient mariés, les documents pour l'immigration d'Anne Klauber auraient dû être modifiés pour refléter le changement d'état civil. Les parents d'Anne Klauber, Anne Klauber et John Harsanyi arrivent donc en Australie le 30 décembre 1950. John et Anne se marient très rapidement, le 2 janvier 1951 ; parlant très peu l'anglais, ils comprennent à peine ce qu'on leur demande de se dire l'un à l'autre pendant la cérémonie. Plus tard, John Harsanyi explique à sa nouvelle épouse qu'elle avait promis de cuisiner mieux qu'elle ne le faisait auparavant.
L'anglais de John Harsanyi n'étant pas très bon, et ses diplômes hongrois n'étant pas reconnus en Australie, il doit travailler le jour dans une usine tout en suivant les cours du soir de l'université de Sydney en économie. Ses diplômes hongrois lui permettent tout de même d'obtenir quelques équivalences, ce qui raccourcit son cursus à deux années pour obtenir une maîtrise en sciences économiques auprès de l'université de Sydney fin 1953.
C'est pendant ses études à Sydney qu'il commence à publier des documents de recherche dans des revues économiques, dont le Journal of Political Economy et la Review of Economic Studies. Son diplôme lui permet de devenir maître de conférences à l'université du Queensland à Brisbane, au début de l'année 1954. Pendant leur séjour à Brisbane, Anne Klauber devient styliste dans une petite usine.

### Les années suivantes
En 1956, John Harsanyi obtient une bourse d'études de la Fondation Rockefeller, ce qui lui permet d'aller aux États-Unis avec son épouse. Il étudie deux ans à l'université Stanford et un semestre à la Fondation Cowles. À Stanford, son directeur de thèse Kenneth Arrow lui conseille d'approfondir les mathématiques et la statistique. John Harsanyi écrit une thèse en théorie des jeux, obtenant son doctorat en économie. Son épouse, quant à elle, obtient une maîtrise en psychologie.
En 1958, son visa d'étudiant expirant, il revient en Australie avec son épouse, où il obtient un poste de chercheur à l'université nationale australienne de Canberra. Cependant, il y avait peu d'intérêt pour la théorie des jeux en Australie. John Harsanyi se tourne alors vers Kenneth Arrow, et avec son aide et celle de James Tobin, il est nommé professeur d'économie à l'université de Wayne State à Détroit de 1961 à 1963. En 1964, il devient professeur invité, puis professeur à l'université de Californie à Berkeley, où il reste jusqu'à sa retraite en 1990.
C'est peu de temps après son arrivée à Berkeley qu'Anne et lui ont leur seul enfant, Tom Harsanyi.
Tout en enseignant à Berkeley, John Harsanyi continue ses recherches en théorie des jeux.
De 1965 à 1966, il est membre du Centre pour la recherche avancée en sciences comportementales.
De 1966 à 1968, John fait partie d'une équipe de spécialistes en théorie des jeux chargée de conseiller l'Agence nationale de contrôle des armes et du désarmement (États-Unis) (en), en collaboration avec un groupe de conseil de l'université de Princeton dirigé par Harold W. Kuhn et Oskar Morgenstern,.
Il devient plus tard membre de l'Académie des sciences des États-Unis, membre de l'Académie américaine des arts et des sciences, membre de la Société d'économétrie, ainsi que membre distingué de l'Association économique américaine.
Il est docteur honoraire en sciences économiques de l'université Northwestern.
John Harsanyi décède le 9 août 2000 d'une crise cardiaque à Berkeley, en Californie, après avoir été touché par la maladie d'Alzheimer.

## Publications
John Harsanyi a commencé des recherches sur l'éthique utilitariste pendant qu'il était à Brisbane. Il a publié deux articles expliquant que, avant de comprendre les problèmes moraux, les différences entre préférences personnelles et préférences morales des gens doivent être distinguées.
Ce n'est qu'après les publications de Nash sur la théorie des jeux que John Harsanyi s'est intéressé de plus en plus au sujet.
- (en) Cardinal Utility in Welfare Economics and in the Theory of Risk-Taking, Journal of Political Economy (1953)
- (en) Cardinal Welfare, Individualistic Ethics and Interpersonal Comparisons of Utility, Journal of Political Economy (1955) dont le résultat est devenu connu sous le nom de théorème utilitariste ou théorème d'agrégation de Harsanyi
- (en) Bargaining in Ignorance of the Opponent's Utility Function, Journal of Conflict Resolution (en) (1962)
- (en) Games with Incomplete Information Played by "Bayesian" Players, I-III. Part I. The Basic Model, Management Science, Vol. 14, No. 3, Theory Series (1967)
- (en) Essays on Ethics, Social Behavior, and Scientific Explanation, Dordrecht, Pays-Bas: Reidel Publishing Company (1976)
- (en) Rational Behavior and Bargaining Equilibrium in Games and Social Situations , Cambridge, Royaume-Uni: Cambridge University Press (1977)
- (en) Papers in Game Theory, Dordrecht, Pays-Bas : Reidel Publishing Company (1982)
- (en)A General Theory of Equilibrium Selection in Games (avec Reinhard Selten), Cambridge, MA: MIT-Press. (1988)

## Honneurs et récompenses
L'astéroïde (423433) Harsányi porte son nom.